# Rukopis Sonnini
Rukopis Sonnini (Izgubljeno poglavlje Djela apostolskih) prijevod je rukopisa koji navodno sadrži 29. poglavlje biblijske knjige zvane Djela apostolska.
U njemu je opisano putovanje apostola Pavla u Britaniju, gdje je on poučavao i neke Izraelce.
Tekst je navodno preveo Charles-Nicolas-Sigisbert Sonnini de Manoncourt.
Danas nema ni traga izvornom grčkom rukopisu te se uobičajeno smatra da se radi o modernoj krivotvorini, premda je neki Stevenson smatrao da je tekst vjerodostojan.
Svrha ovog teksta najvjerojatnije je promicanje ideje da su današnji Britanci, posebice Englezi, potomci davno izgubljenih Izraelaca.  